# کشتی خارک
کشتی خارک یک کشتی پشتیبانی، سوخت‌رسان و تدارکاتی ۳۳ هزارتنی نیروی دریایی ارتش جمهوری اسلامی ایران با شماره بدنه ۴۳۱ بود که در سال ۱۹۷۷ توسط کارخانجات دریایی سوان هانتر به سفارش ایران در بریتانیا ساخته شد. خارک دو خواهر دیگر هم داشت که به دلیل وقوع انقلاب ۱۳۵۷ هرگز ساخته نشدند. با وقوع انقلاب، انگلیس از تحویل همان یک فروند هم طفره رفت اما با تلاش حقوقی مقامات ایرانی در ۱۹۸۴ و درست در خلال جنگ ایران و عراق و جنگ نفت‌کش‌ها به ایران تحویل داده شد. نام این کشتی از جزیره خارگ در خلیج فارس گرفته شده‌است. این ناو تا قبل از ورود به خدمت ناوبندر مکران سنگین‌ترین شناور عملیاتی نظامی ایران بود و توانایی میزبانی ۳ فروند سیکورسکی اس‌اچ-۳ سی کینگ یا بل ۲۱۲ را داشت. ناو خارک پس از ناوبندر مکران دومین ناو بزرگ خاورمیانه بود و با سیستم بخار آب حرکت می‌کرد. برق آن از طریق ژنراتورهای با توان ۵۰۰ کیلو وات تأمین می‌شد. بخش زیادی از تجهیزات خارک طی سالیان اخیر توسط مهندسین نداجا بومی سازی و اورهال شده بود و طی ارتقاهای جدید حتی ۲ مسلسل گاتلینگ نواخت بالا موسوم به سامانه کمند برای دفاع هوایی لایه نهایی در جلو کشتی نصب گردیده بود. ظرفیت نهایی این ناو، ۳۳۰۰۰ تُن، طول آن حدود ۲۰۷ متر و تعداد کارکنان پیش‌بینی شدهٔ این ناو، ۲۴۸ نفر بود.
این کشتی به همراه ناوچه الوند در ۲۲ فوریه سال ۲۰۱۱ با وارد شدن به کانال سوئز و حرکت به سمت سوریه برای شرکت در یک مانور در آن کشور خبرساز شد. این اولین بار پس از انقلاب اسلامی ایران در ایران بود که کشتی‌های ایرانی از این کانال عبور می‌کردند.
این ناو بنا به دلیل نقص فنی در شامگاه ۱۱ خرداد ۱۴۰۰ دچار انفجار و آتش‌سوزی در موتور خانه خود گردید و با وجود بیش از ۲۰ ساعت تلاش خدمه به دلیل گسترش آتش‌سوزی، این ناو سحرگاه روز ۱۲ خرداد ۱۴۰۰ در مناطق کم عمق بندر جاسک غرق شد.